# 関川村 (新潟県中頸城郡)
関川村（せきがわむら）は、かつて新潟県中頸城郡にあった村。現在は妙高市南部の関川地区となっている。

## 沿革
- 1889年（明治22年）4月1日 - 町村制施行に伴い中頸城郡関川村が村制施行し、関川村が発足。
- 1901年（明治34年）11月1日 - 中頸城郡妙高村、境村（一部）と合併し、名香山村となり消滅。